# Mitsuoka
Mitsuoka Motor (光岡自動車, Mitsuoka Jidōsha) est un constructeur et importateur d'automobiles japonais fondé en février 1968. La société a son siège social à Toyama, la capitale de la préfecture de Toyama, au Japon.
La marque est connue pour construire des voitures avec un style peu conventionnel, dont certains modèles imitent les véhicules britanniques des années 1950 et 1960. L'entreprise produit actuellement une voiture de sport, la Mitsuoka Orochi et est le principal distributeur du roadster malaisien TD2000 au Japon.

## Histoire
L'histoire du constructeur remonte à 1982, année du lancement de la BUBU 50 serie (avec moteur de 50 cm3). Ce modèle a été conçu spécialement pour les personnes handicapées. Ce modèle est un point de départ de Mitsuoka en tant que constructeur d’autocars. Après cela, Mitsuoka a publié des répliques de modèles. En 1987, la BUBU classic SSK a été lancée.
En 1989, la BUBU 356 Speedster, en 1990, Le-Seyde et en 1991, Dore sont mis en vente. Le-Seyde reçut une attention particulière de la part des clients. Il a été vendu en seulement 4 jours pour 500 unités de production limitée. Le Viewt est sorti en 1993, rappelant la célèbre Jaguar Mark 2. Cette année, il a réalisé une vente record de 1000 unités. L'entreprise a mis en place un réseau de revendeurs facilitant les achats au Japon.
La Zero 1 sort en 1994. Mitsuoka a obtenu l'approbation de type pour ce modèle et a été reconnu comme le dixième constructeur japonais de voitures de tourisme. Cela a été annoncé de manière sensationnelle dans les médias. Ce modèle est le point de départ de l’esprit de défi et en même temps, donne encore l’énorme énergie nécessaire pour développer différents modèles. À ce stade, Mitsuoka était encore un fabricant de châssis.
Après cela, la Galue, la Zero 1 Type F et la Rei ont été lancées en 1996 et la Ryoga en 1998. Le constructieur automobile a recommencé à défier la voiture à moteur de 50 cm3. La Micro Car et la Kit Car ont fait la une des journaux.
En 2000, Mitsuoka devient l'unique distributeur exclusif du célèbre taxi britannique TX-1. Cette même année, Le Seyde est relancé pendant 10 ans. En 2001, l'entreprise japonaise rejoint le 35e Tokyo Motor Show pour la première fois. Ils y dévoilent le modèle original Orochi, issu de leur concept de développement.

## Modèles

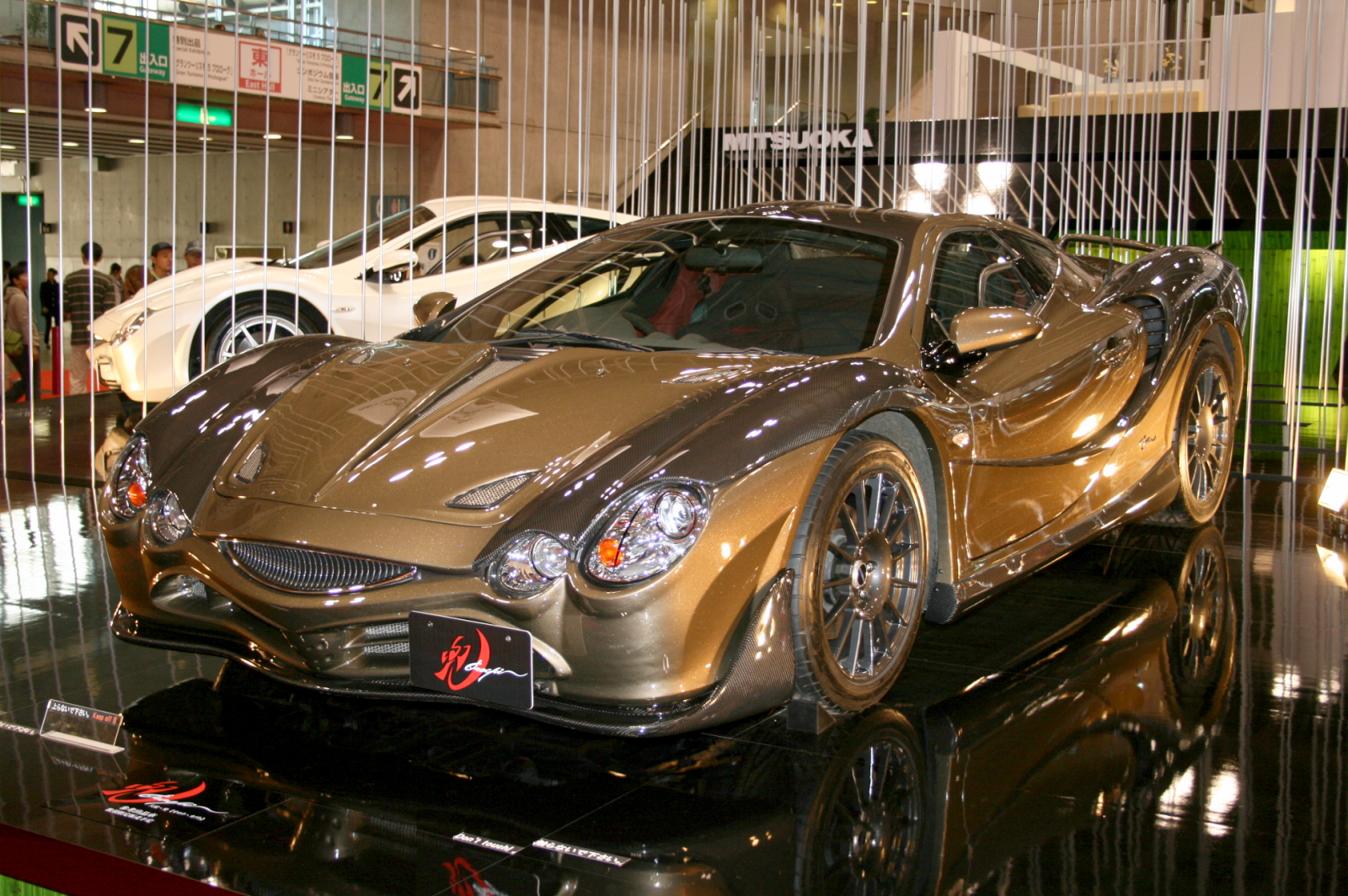
Une Mitsuoka Orochi Kabuto au Tokyo Motor Show de 2007.

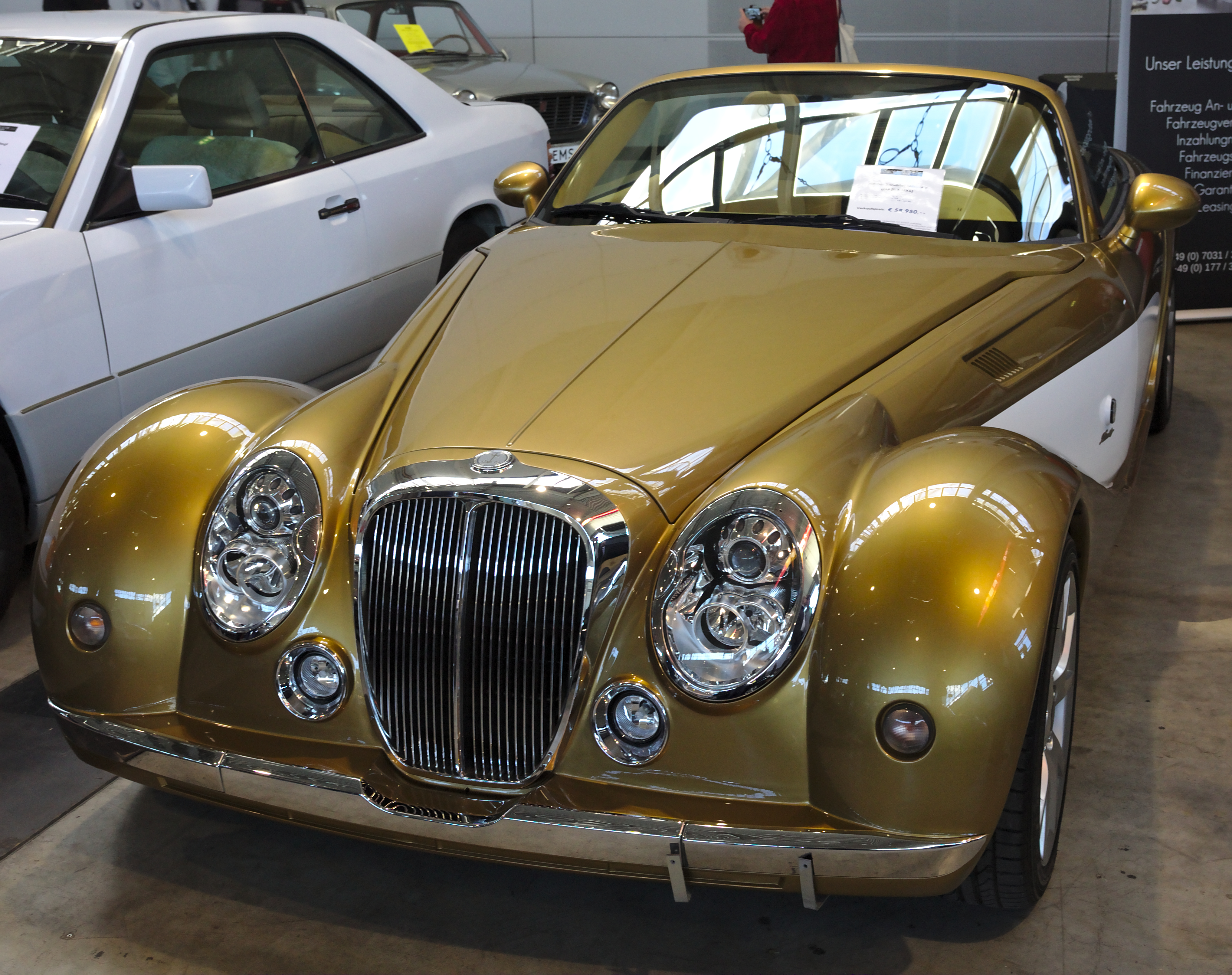
Une Mitsuoka Himiko Roadster au Retro Classics de 2019.

### Modèle à venir
- Rockstar (2019) (plate-forme Mazda MX-5/Mazda Roadster)
- Buddy (2020) (plate-forme Toyota RAV4)

### Modèles actuels
En date du 24 avril 2011.
- Like, modèle lancé en 2011, basé sur la Mitsubishi i.
- Viewt, modèle basé sur la Nissan March.
- Galue, modèle basé sur la Toyota Corolla.
- Himiko, roadster lancé en 2009 élaboré sur une plate-forme allongée de Mazda MX-5.
- Orochi, sportive à moteur central arrière utilisant le châssis de l'ancienne Honda NSX.

### Anciens modèles
- 1982 : série BUBU 50 (série de microcars à trois roues)
- 1989-1990 : BUBU 356 Speedstar (copie de la Porsche 356 Speedster)
- 1987 : BUBU Classic SSK (copie du roadster Mercedes-Benz SSK basé sur la coccinelle Volkswagen)
- 2008-2012 Galue 204 (basée sur la Toyota Corolla Axio)
- 2010-2012 : Galue Classic
- 1991 : Dore (semblable au Le-Seyde, basé sur la Ford Mustang)
- 1990 - 2000 : Le-Seyde (un coupé basé sur Nissan Silvia dans l'esprit du Zimmer)
- 2010-2012 : Like (basé sur la Mitsubishi i-MiEV)
- 1998-2007 : Mitsuoka Microcar
- 1998-2007 : Microcar K-1 / MC-1
- 1999-2007 : MC-1T
- 1998 : Microcar K-2 (basé sur la conception du FMR Tg500)
- 2005 : Microcar K-3 / Type F (conception similaire au Zero1)
- 2006 : Microcar K-4 / Type R (style rappelant les voitures de course des années 1950)
- 1999-2007 : ME-1
- 2002-2007 : ME-2 (Convoi 88)
- 2004-2012 : Nouera (basé sur la Honda Accord et plus tard la Toyota Corolla)
- 2007-2014 : Orochi (basé sur la Honda NSX)
- 1996-2004 : Ray (style similaire au Riley Elf Mk.3, basé sur le Mazda Carol et, plus tard, le Daihatsu Mira Gino)
- 1998-2004 : Ryoga (une berline de style "classique" basée à l'origine sur la Primera)
- 1996-2000 : Type F (Zero 1 restylé)
- 2000-2001 : Yuga (copie du London Taxi basée sur le Nissan Cube)
- 1994-2000 : Zero 1 (copie de Lotus Super Seven avec une transmission Eunos Roadster)